# Charif

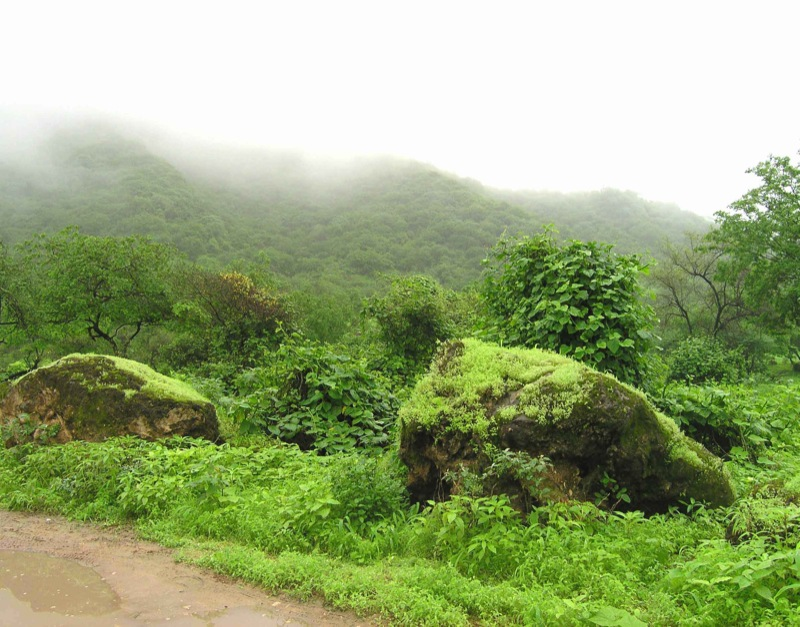
Während des Charif sind die Berge um Salala nebelverhangen

Charif (arabisch مهرجان خريف صلالة, DMG Mihraǧān ḫarīf Ṣalāla; engl. Khareef) ist der in Oman umgangssprachlich gebräuchliche Ausdruck für den asiatischen Südwestmonsun, dessen Ausläufer Dhofar im Süden des Landes von Mitte Juni bis Mitte September streifen.

## Auswirkungen
Während des Charif sind Starkregen, wie man sie z. B. in Indien beobachten kann, eher selten. Die aufziehende Feuchtigkeit steigt an den Hängen des Qara-Gebirges auf und kondensiert dort. Die Bergkämme sind während dieser Zeit in dichtem Nebel gehüllt und der Niederschlag fällt als ständiger, sehr feiner Nieselregen. Das jährliche Wetterphänomen ist auch dafür verantwortlich, dass in dieser Region deutlich gemäßigtere Temperaturen als auf der restlichen Arabischen Halbinsel herrschen.
Der Charif führt regelmäßig zu einem Erblühen der Natur. Auch ist die Wasserversorgung des Gebiets rund um die Küstenstadt Salala von den regelmäßig wiederkehrenden Niederschlägen abhängig. Der Regen versickert in dem zerklüfteten Kalkstein recht schnell und füllt die Grundwasserreserven auf. Das Wasser tritt an zahlreichen Quellen wieder an die Oberfläche. Dank des jährlichen Regens ist in und um Salala Ackerbau möglich.

## Khareef-Festival
Dem Charif ist das jährlich von Ende Juli bis Ende August in Salala stattfindende Khareef-Festival gewidmet. Musikanten, Dichter und Schauspieler aus der gesamten arabischen Welt nehmen an den 48-tägigen Feierlichkeiten teil. Das Festival ist eine bedeutende regionale Veranstaltung, die 2007 rund 306.000 Besucher angelockt hat.